# Szedercsíraszerűek
A szedercsíraszerűek csoportja (Moruloidea) az állatok országán belül található, a korábbi rendszertanok által törzsként besorolt parafiletikus csoport. Nevüket onnan kapták, hogy testük a magasabb rendű állatok egyedfejlődésének elején kialakuló szedercsírára emlékeztet. Eredetileg szabadon élők voltak, de amikor az evolúció során megjelentek a fejlettebb élőlények, egy részük élősködővé vált, a szabadon élők pedig kihaltak[forrás?]. Tőlük származnak a szivacsok.

## Evolúció
A szedercsíraszerűek csak a jelenlegi alakjukig szerveződtek. Egysejtűekből vagy többsejtűekből alakultak ki (egy-, illetve többsejtű képleteket hordoznak). A legősibb állatok (Animalia).
Nem rendelkeznek külső (ektoderma) vagy belső (endoderma) csíralemezzel.

## Filogenetika
A szedercsíraszerűek törzse legalább 1 osztályt (Planuladae) és 2 rendet (Dicyemida, Orthonectida) tartalmazott. A szedercsíraszerűek parafiletikus csoportot alkotnak, így a Dicyemida és az Orthonectida törzsek.

## Életmód
Belső élősködők, endoparaziták, amelyek általában a lábasfejűek (Cephalopoda) veséiben élnek.

## Testfelépítés
Sejthalmazosak, 18-25 sejtből álló sejtszerveződések. Mozgásszerveik a csillók.